# Side
Side (řecky Σίδη, Sidé) je město antického původu v jihoturecké provincii Antalya v okrese Manavgat ležící na jižním pobřeží Turecka u Středozemního moře asi 75 km východně od Antalye. 
Side je známo jako rekreační středisko, které je v teplých měsících vyhledávané rekreanty pro své písčité pláže. 
Pro dobře zachované zříceniny z římského období patří město k nejvýznamnějším archeologickým nalezištím Turecka.

## Historie
Historické prameny udávají, že město bylo založeno v 7. století př. n. l. Tím, že město mělo přístav, stalo se jedním z nejvýznamnějších měst Pamfýlie, ale také významným centrem obchodu. Řečtí zakladatelé města postupně přejali jazyk místního obyvatelstva. Samo jméno Side zřejmě pochází z místního jazyka, řecky znamená granátové jablko. Místní mince zobrazovaly hlavu bohyně Pallas Athény. V dalších století bylo město pod nadvládou Lýdie a Persie.
V roce 333 př. n. l. se města zmocnil Alexandr Makedonský. Za jeho vlády byla zavedena helénistická kultura, která trvala až do 1. století n. l. Side po Alexandrově smrti spravoval jeden z Alexandrových generálů Ptolemaios I. Sótér. V dalších dvou stoletích došlo k několika dalším změnám v držení města, až v roce 78 př. n. l. přešlo město do rukou Římanů. Za císaře Augusta v roce 25 př. n. l. se Pamfýlie i se Side se staly součástí provincie Galacie. Side se stalo centrem obchodu s otroky ve Středomoří. Velká část dochovaných antických památek pochází právě z tohoto období prosperity. Po rozpadu římské říše se Side stalo součástí byzantské říše.
Od 4. století začalo období postupného poklesu. Ani silné hradby neodolaly ničivým nájezdům kočovníků. Další války mezi křesťany a Araby i ničivé zemětřesení způsobily, že místo bylo v 10. století opuštěno a obyvatelé se odstěhovali do Antalye. Nakrátko, ale ne definitivně, město bylo obnoveno ještě ve 12. století. Po dobytí seldžuckými Turky ve 13. století bylo město definitivně opuštěno.
Nová historie Side začala v 19. století, kdy se zde usadili Turci, kteří opustili Krétu v souvislosti s jejím přičleněním k Řecku. Osada později získala jméno zaniklého antického města, Side.
Po polovině 20. století v souvislosti s nárůstem cestovního ruchu v oblasti Antalye, střediska Turecké riviéry, se následně i Side stalo centrem letní rekreace. Nové hotely vznikly na pobřežním pásu a nezasáhly výrazněji do původního osídlení.

## Památky
Památky Side se nacházejí na výběžku pevniny, kde byl původně i antický přístav. Tento poloostrov je cca 1 km dlouhý a 400 m široký. Antické město chránilo proti útokům z pevniny rozsáhlé opevnění, které se zčásti dodnes zachovalo. Do těchto míst míří místní doprava, odkud je možno zahájit prohlídku města.  Nejbližší památkou, ještě před hradbami starověkého města,  je Nymfeum, původně velká fontána. U Nymfea za hradbami města se cesty rozdvojují. Obě sledují původní antickou trasu a byly vyzdobeny sloupořadím. Levá cesta vedla k  části antického fóra (agora), kde byly veřejné instituce. V blízkosti této cesty se nachází stavba z byzantského období, jejíž účel není příliš jasný, pravděpodobně šlo o hospitál/nemocnici.  Pravý, přímý směr směřuje k nejvýznamnějším dochovaným památkám. Po obou stranách ulice jsou zbytky původních obydlí. Na levé straně se pak nachází komerční část agory se zbytky chrámů. Nad fórem se vypíná dobře zachované římské divadlo (theatron) z 2. století, který je jedinou takovou stavbou ve východním Středomoří, jehož hlediště nebylo vyhloubeno ve svahu, ale vystavěno do výšky z kamene (obdobně jako Kolosseum v Římě). Důvodem tohoto řešení bylo to, že Side se nachází na rovině. Na opačné straně divadla se nacházejí zbytky městských lázní, v nichž je po rekonstrukci umístěno muzeum antických památek. Na špičce poloostrova se nacházejí sloupy Apollónova chrámu a zbytky Afroditina chrámu jakož i zříceniny antických lázní a křesťanské baziliky z byzantského období. V blízkosti těchto staveb se nacházel antický přístav. Místo dnes slouží jako přístaviště jachet

## Počasí
Side je velmi specifickou oblastí co do počasí. Denní teploty se zde pohybují okolo 35 °C, což v kombinaci s přímořským klimatem činí ideální počasí. Nejteplejší měsíce v roce jsou červenec a srpen. Výjimkou nejsou ani teploty nad 40 °C. 
Dlouhodobé statistiky uvádí, že přes léto zde sprchne maximálně jednou do měsíce. V zimním období obvykle proprší polovina měsíce.

## Galerie

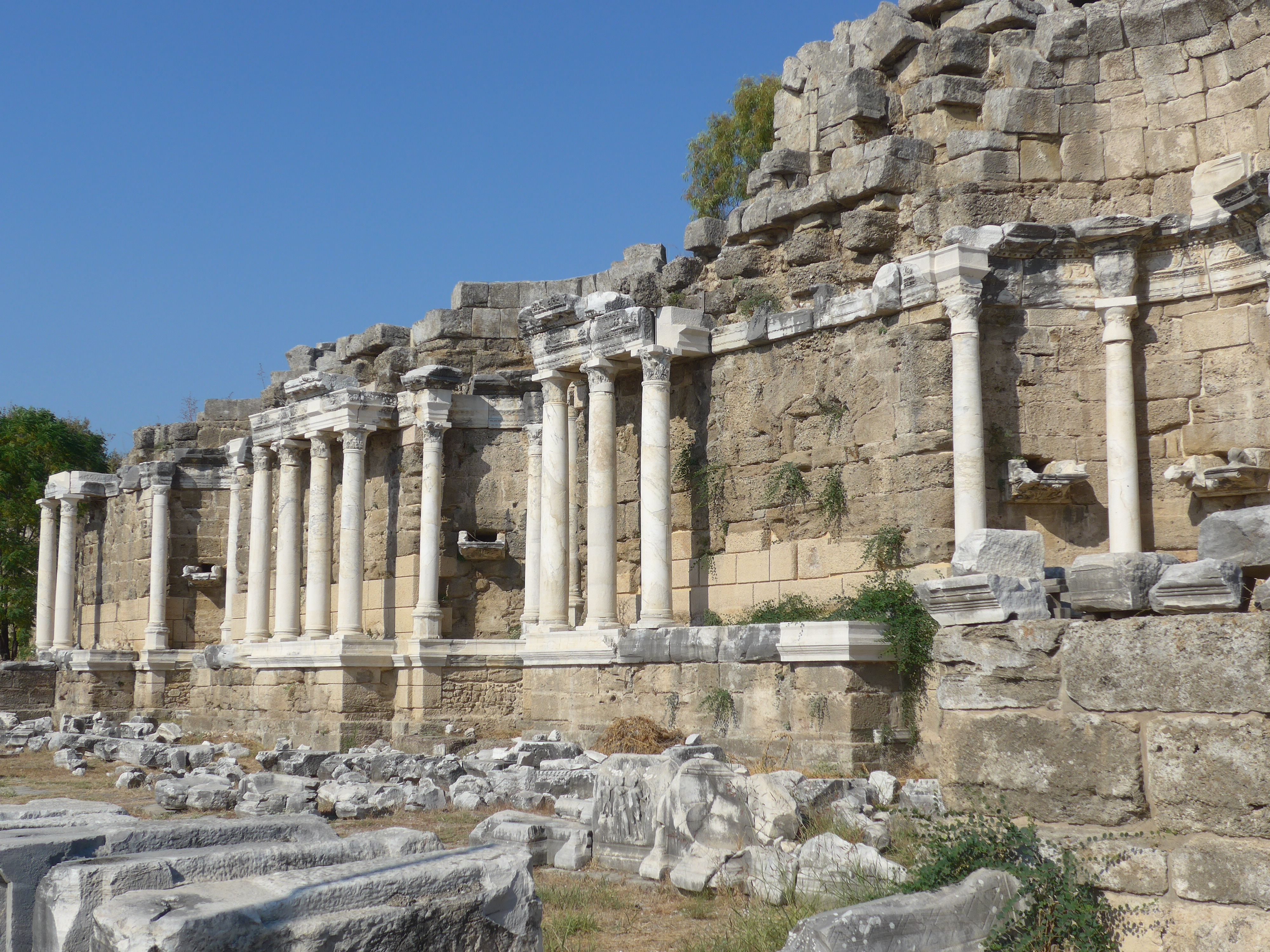
Side, Nympheum - trosky antické fontány před branami antického města
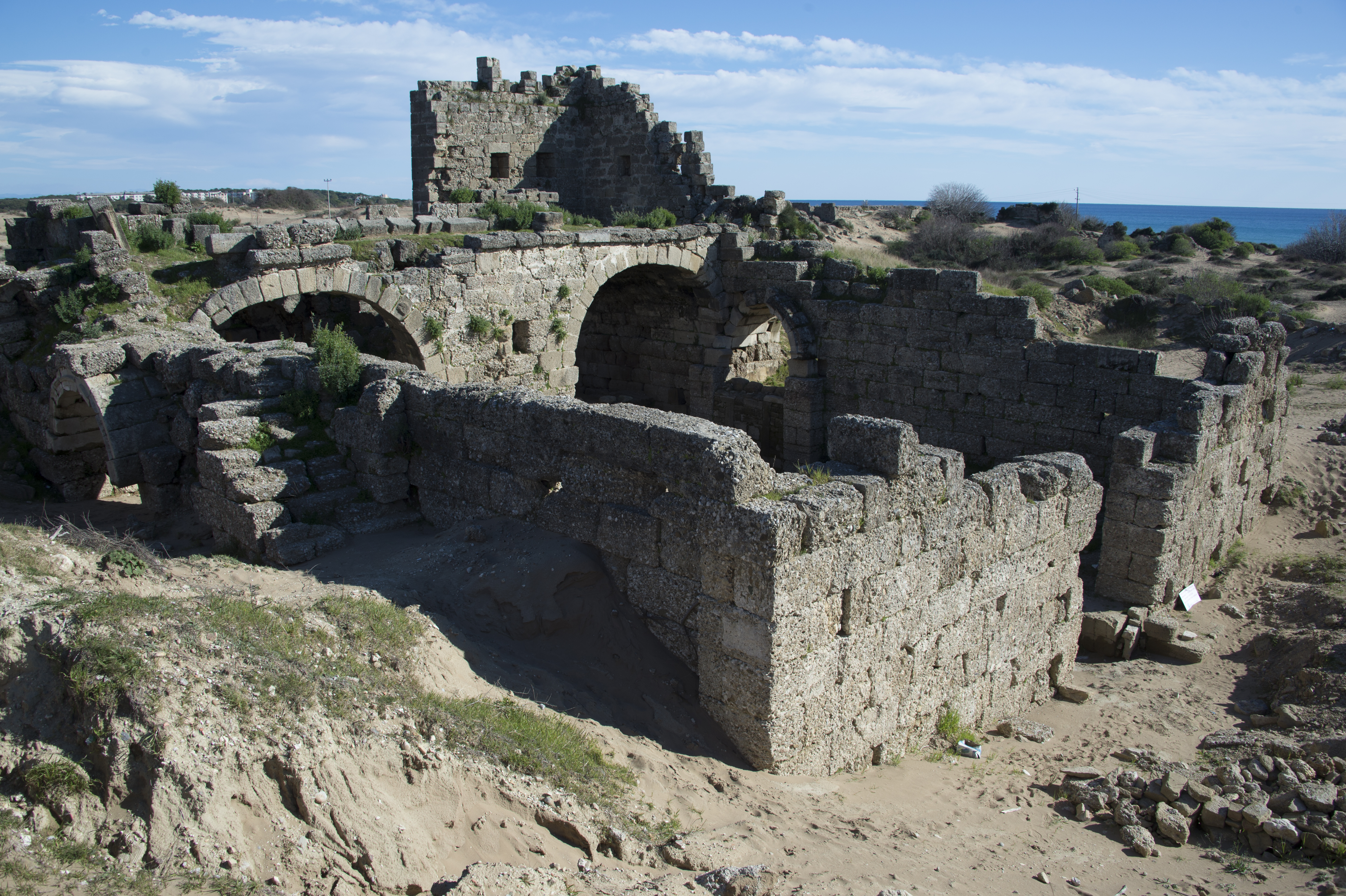
Side, jižní brána
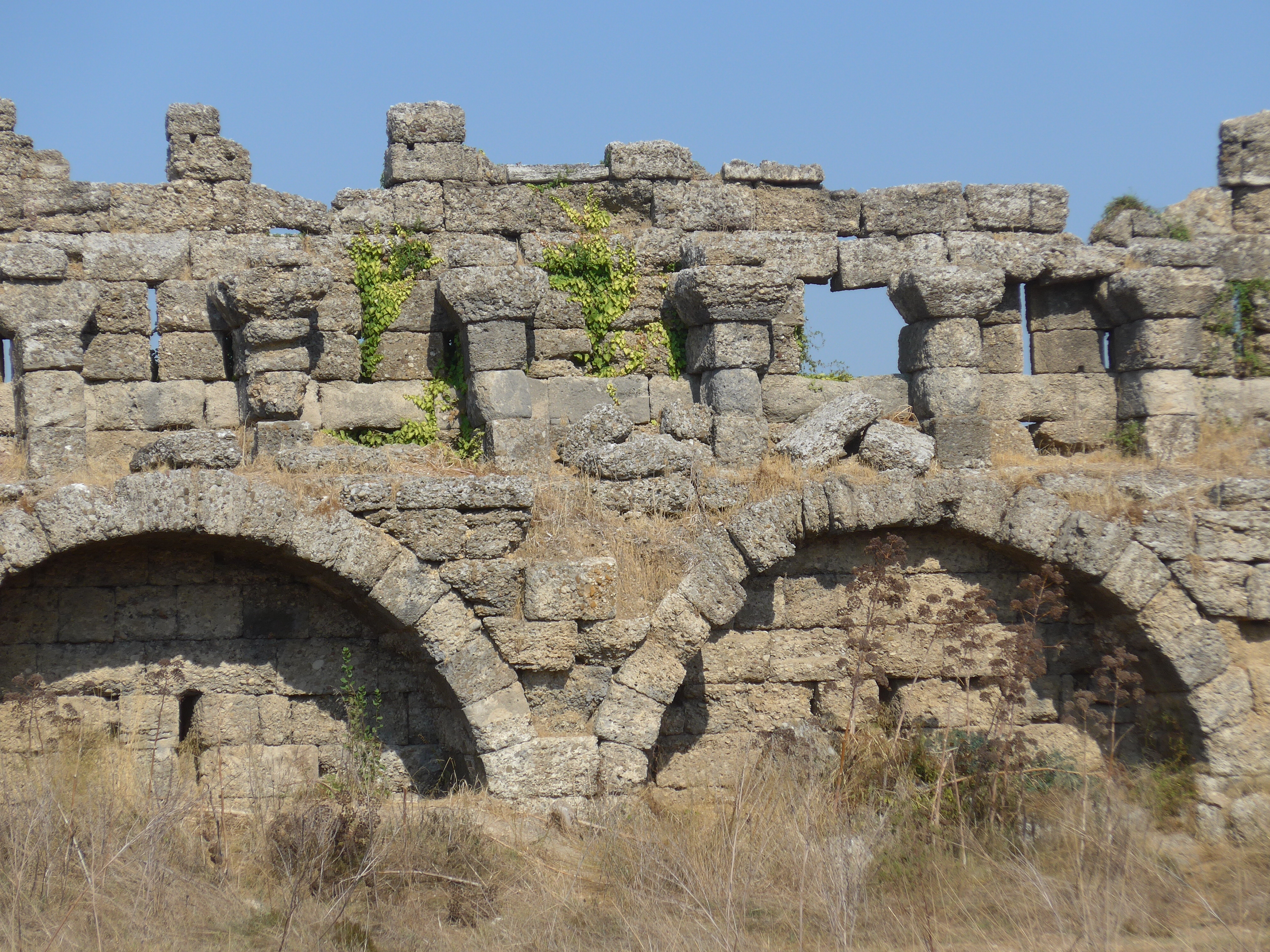
Side, část opevnění, které chránilo antické město
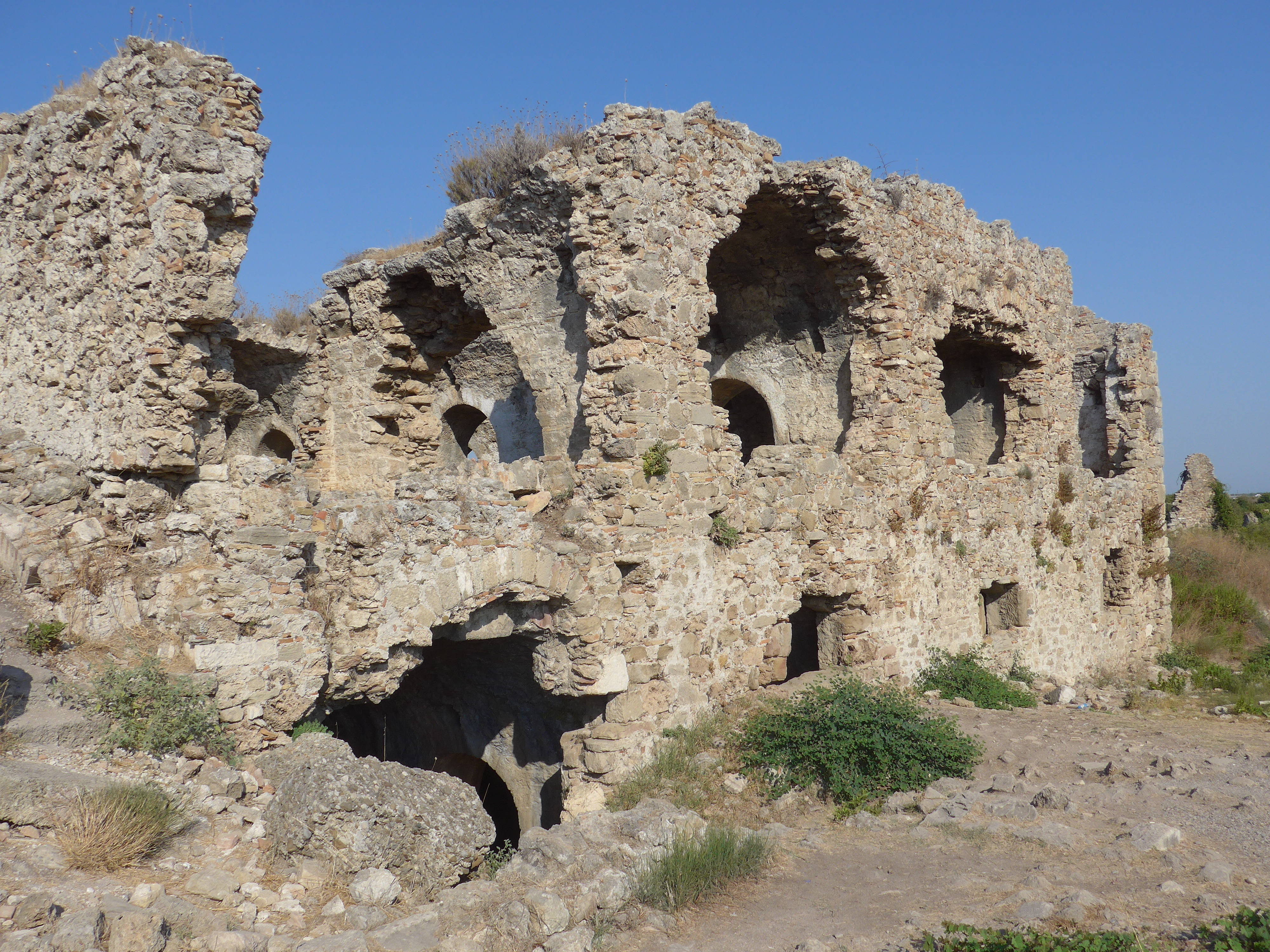
Side, zřícenina hospitálu
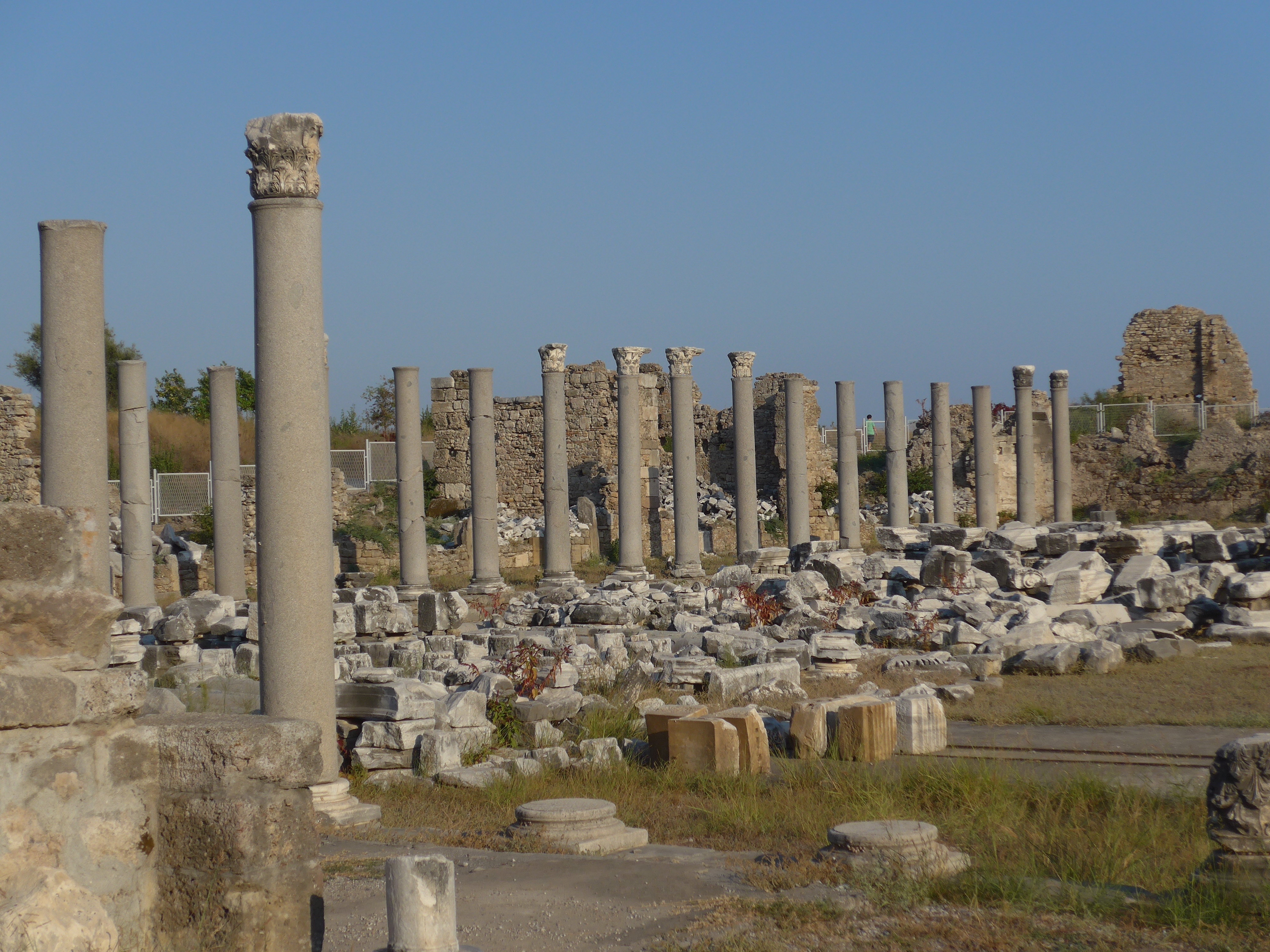
Side, agora - komerční centrum antického města
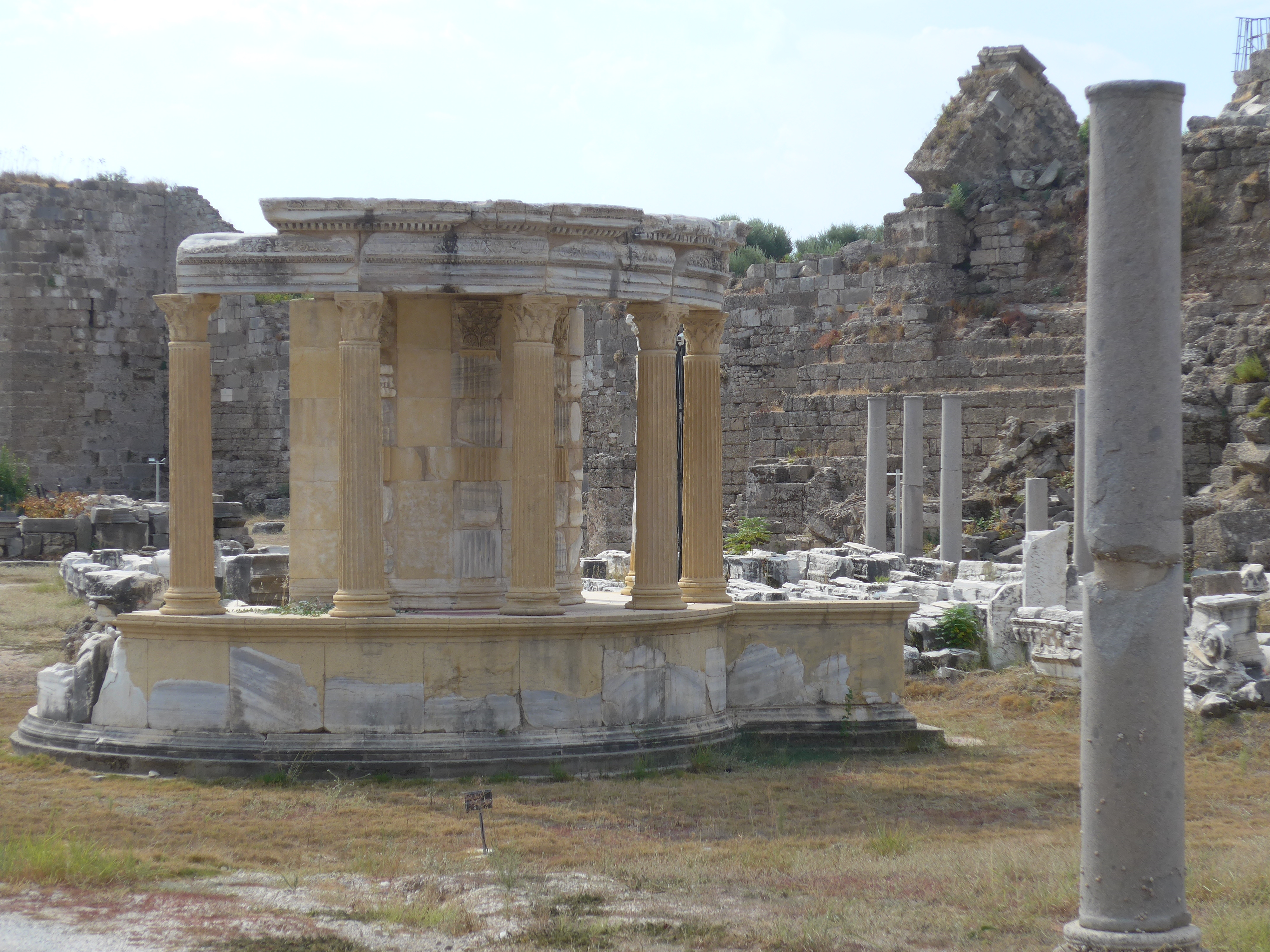
Side, ruiny kruhového chrámku na agoře
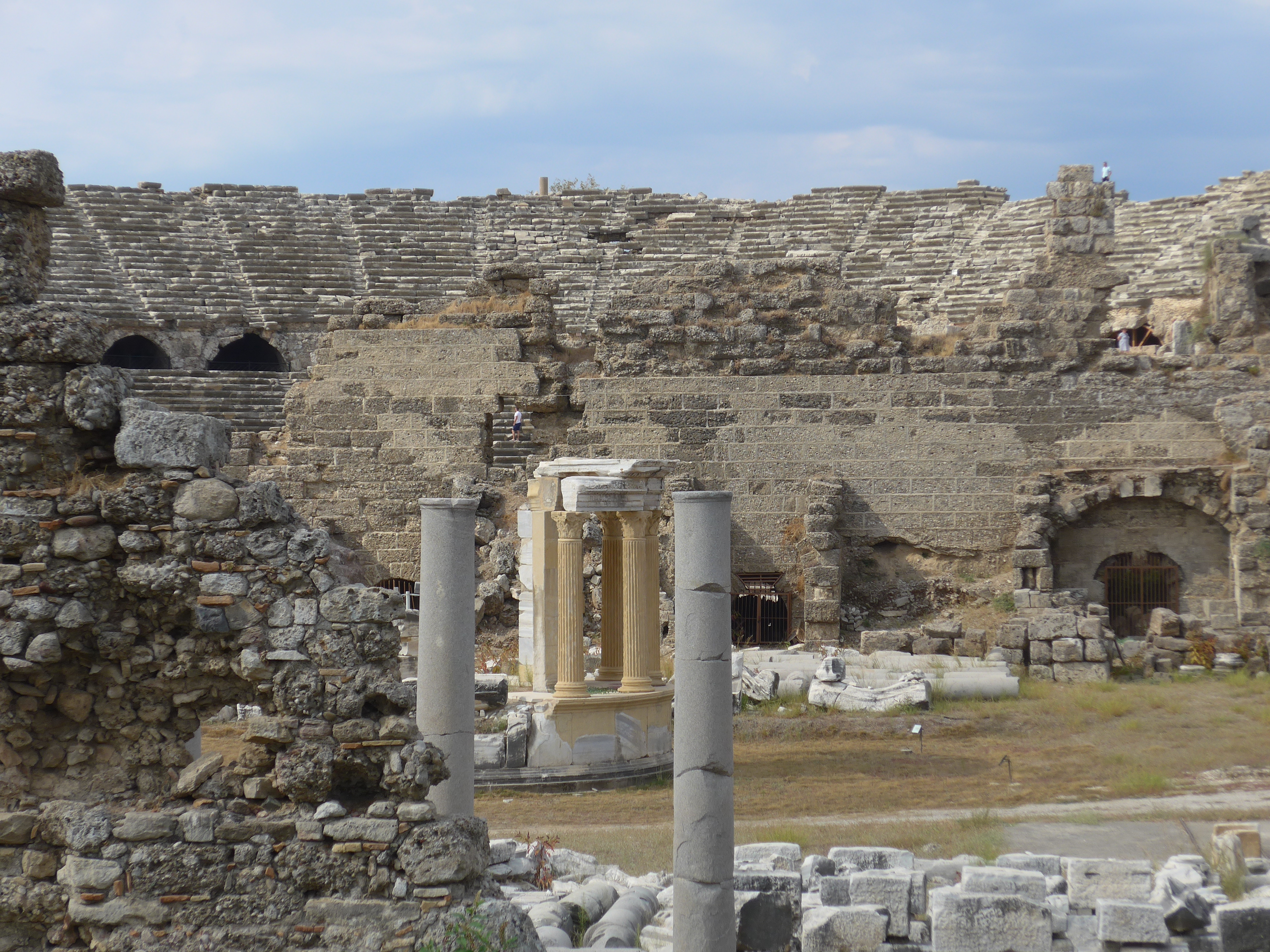
Side, pohled do amfiteátru směrem od agory
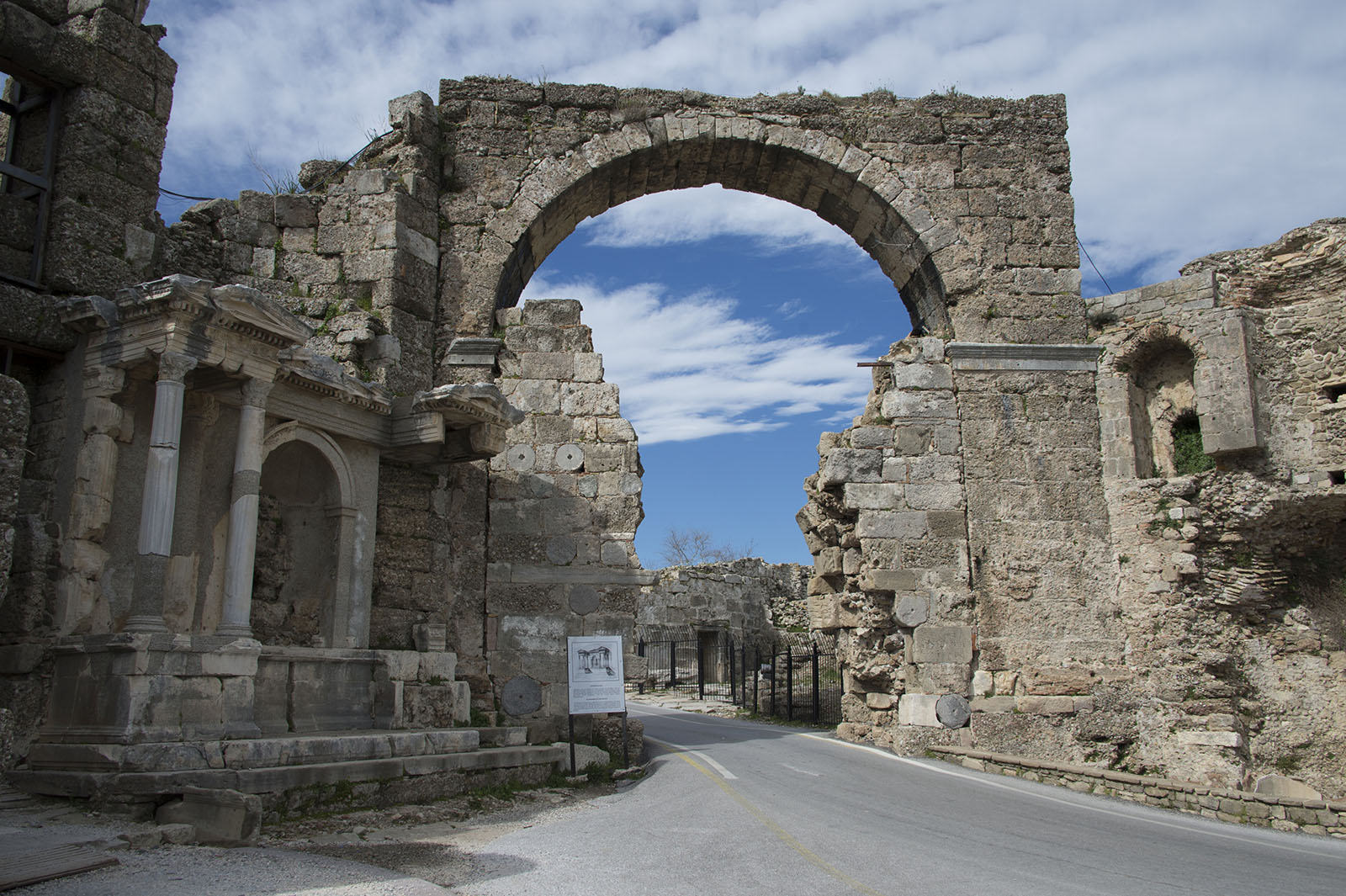
Side, monumentální brána v blízkosti amfiteátru
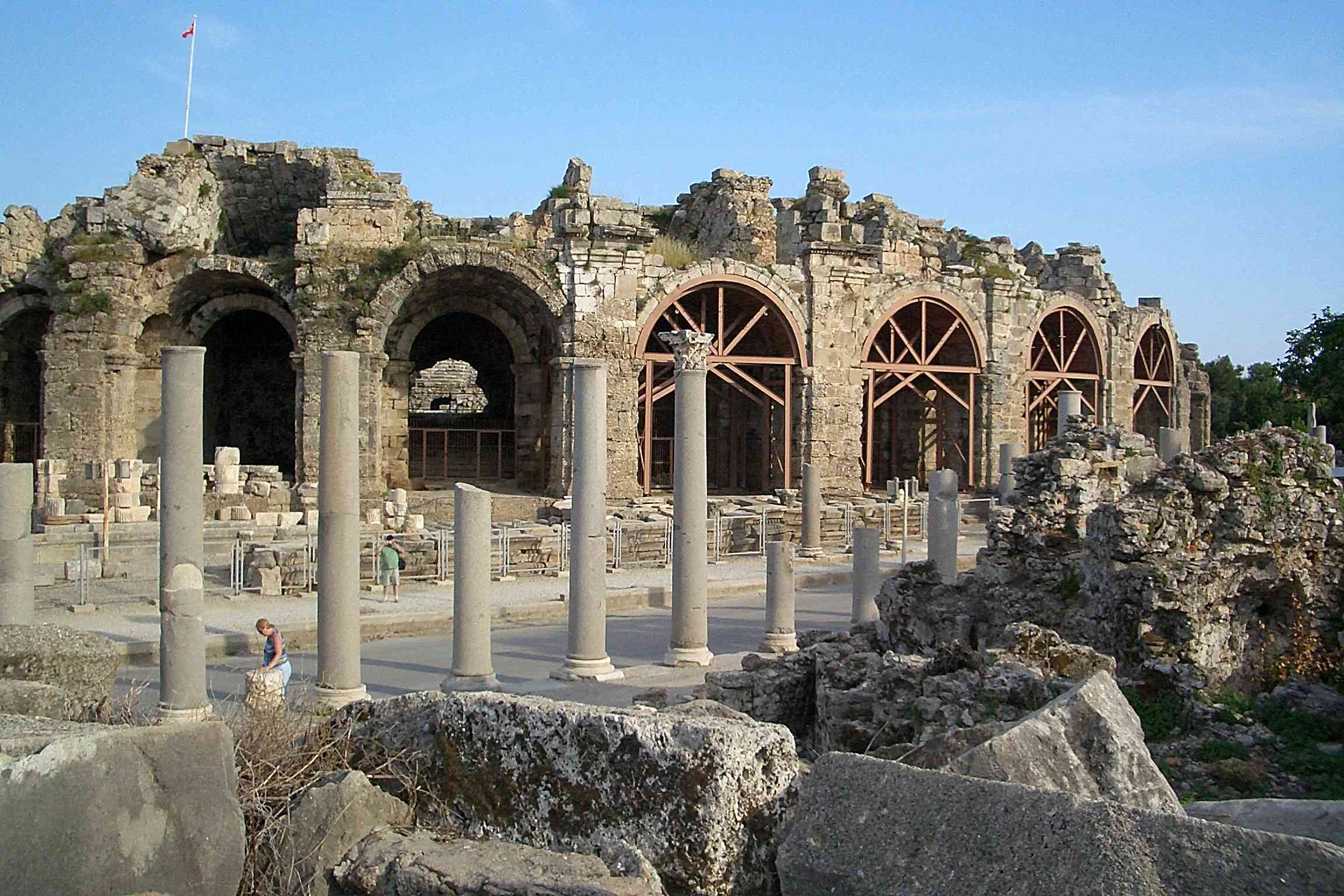
Side, vnější, vyvýšená část amfiteátru
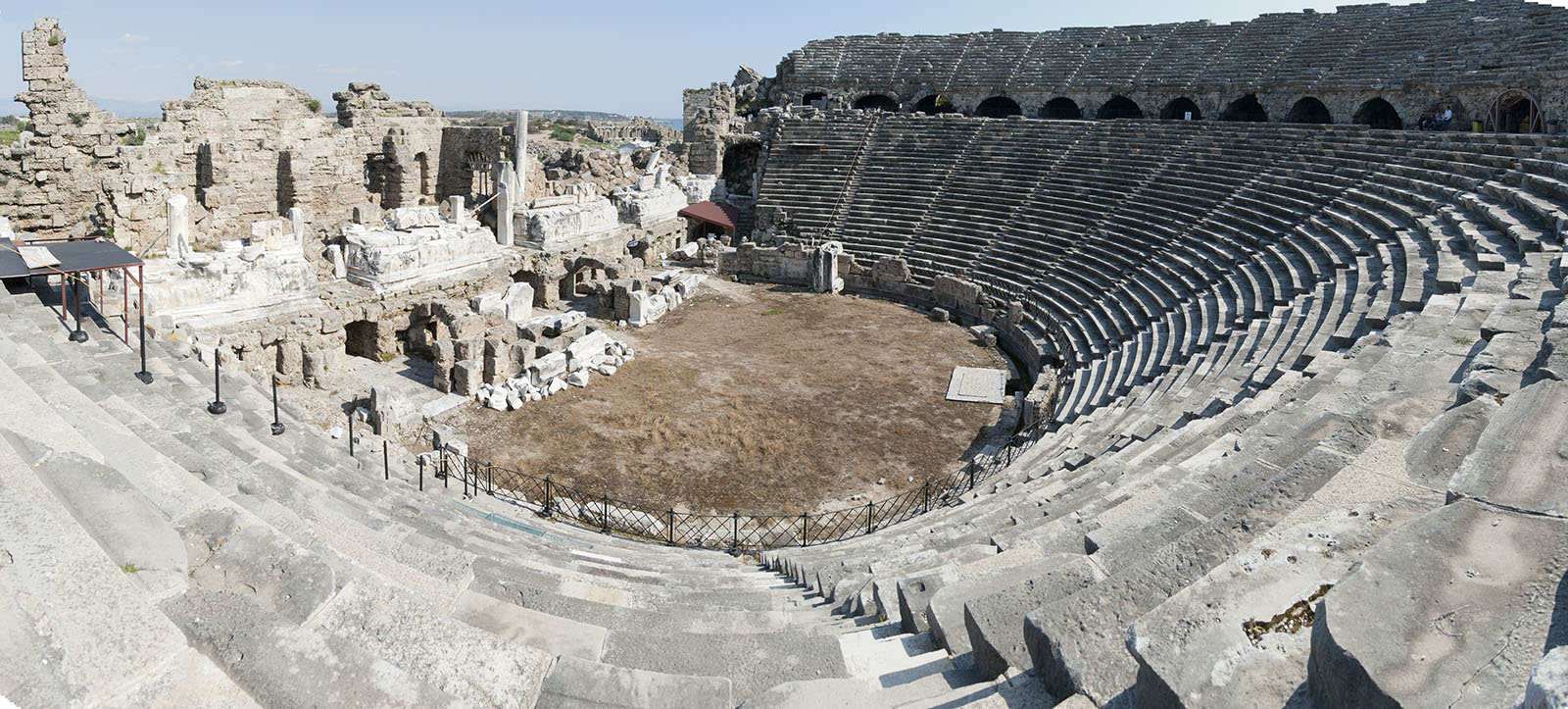
Side, pohled do interiéru amfiteátru
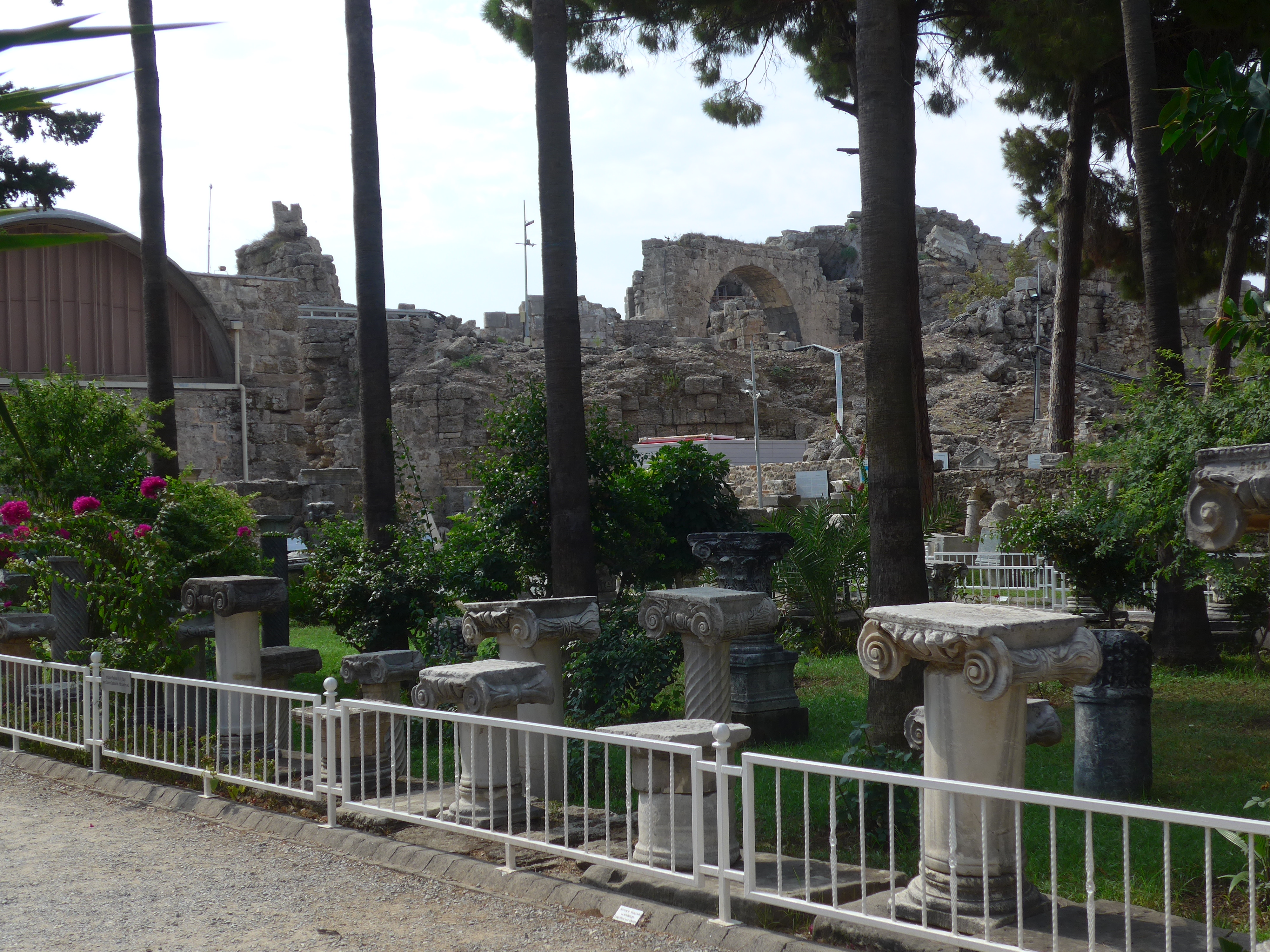
Side, atrium archeologického muzea
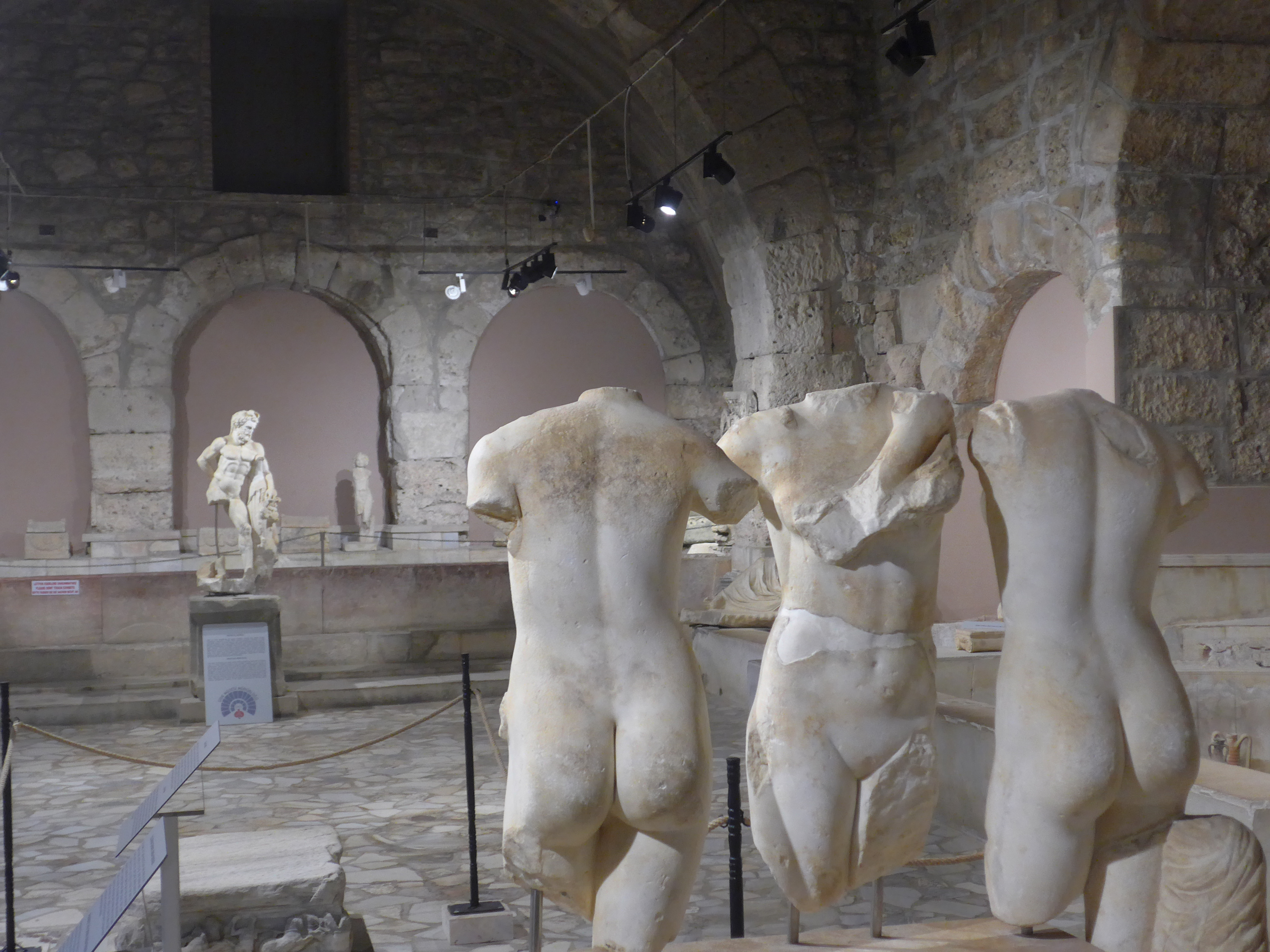
Side, hlavní sál archeologického muzea
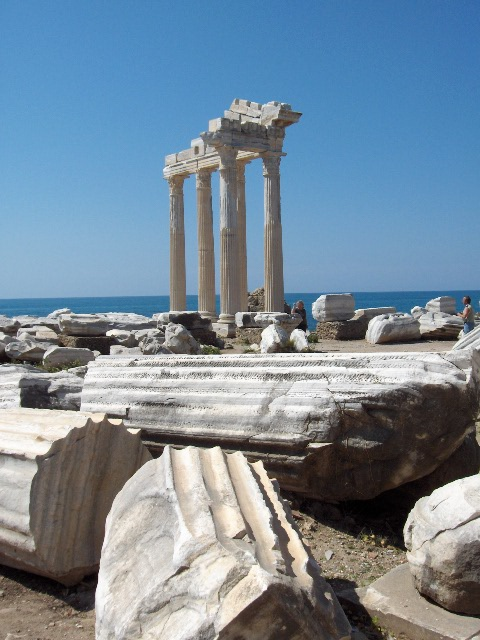
Side, ruiny Apollónova chrámu
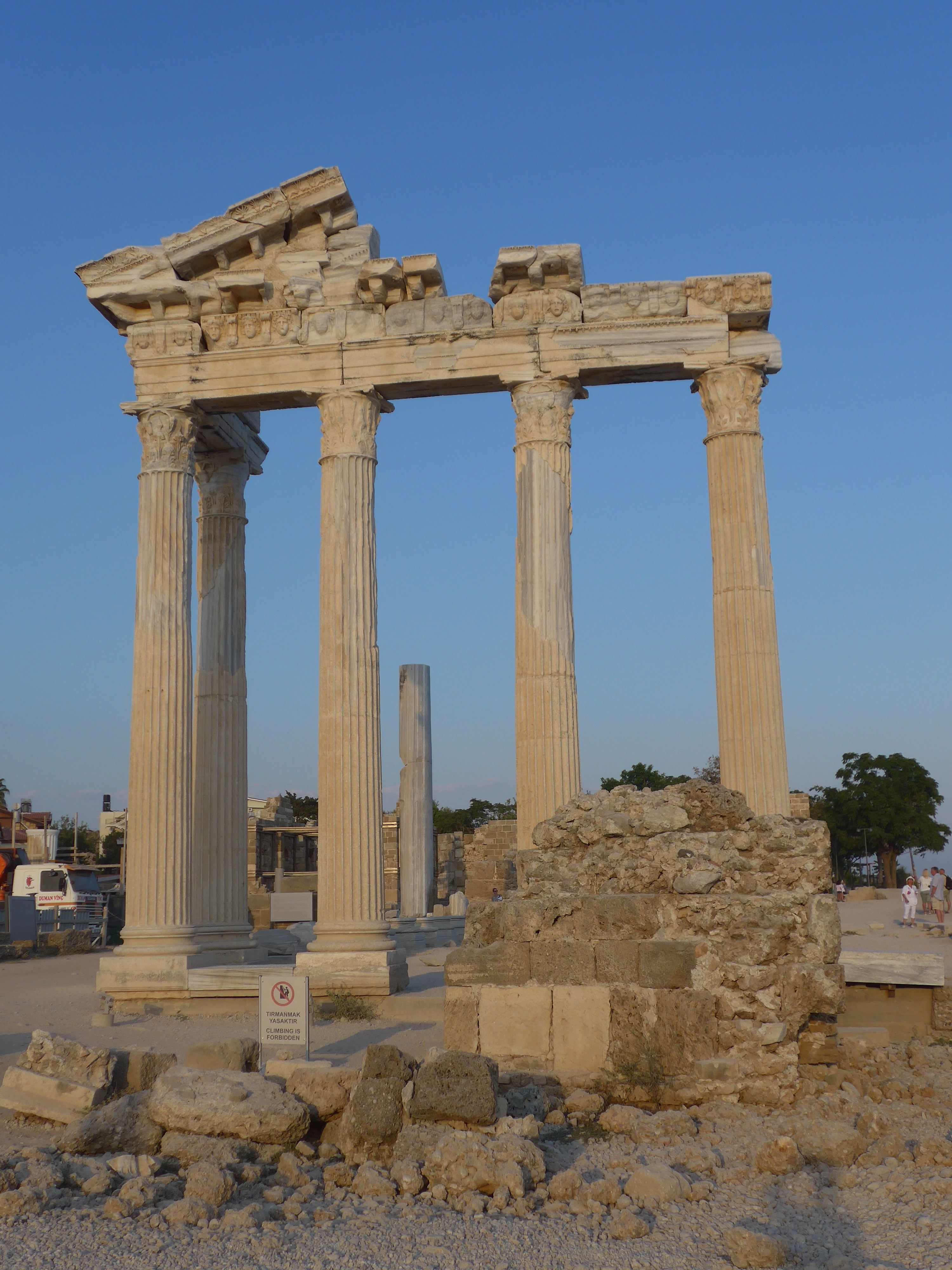
Side, průčelní fasáda Apollónova chrámu
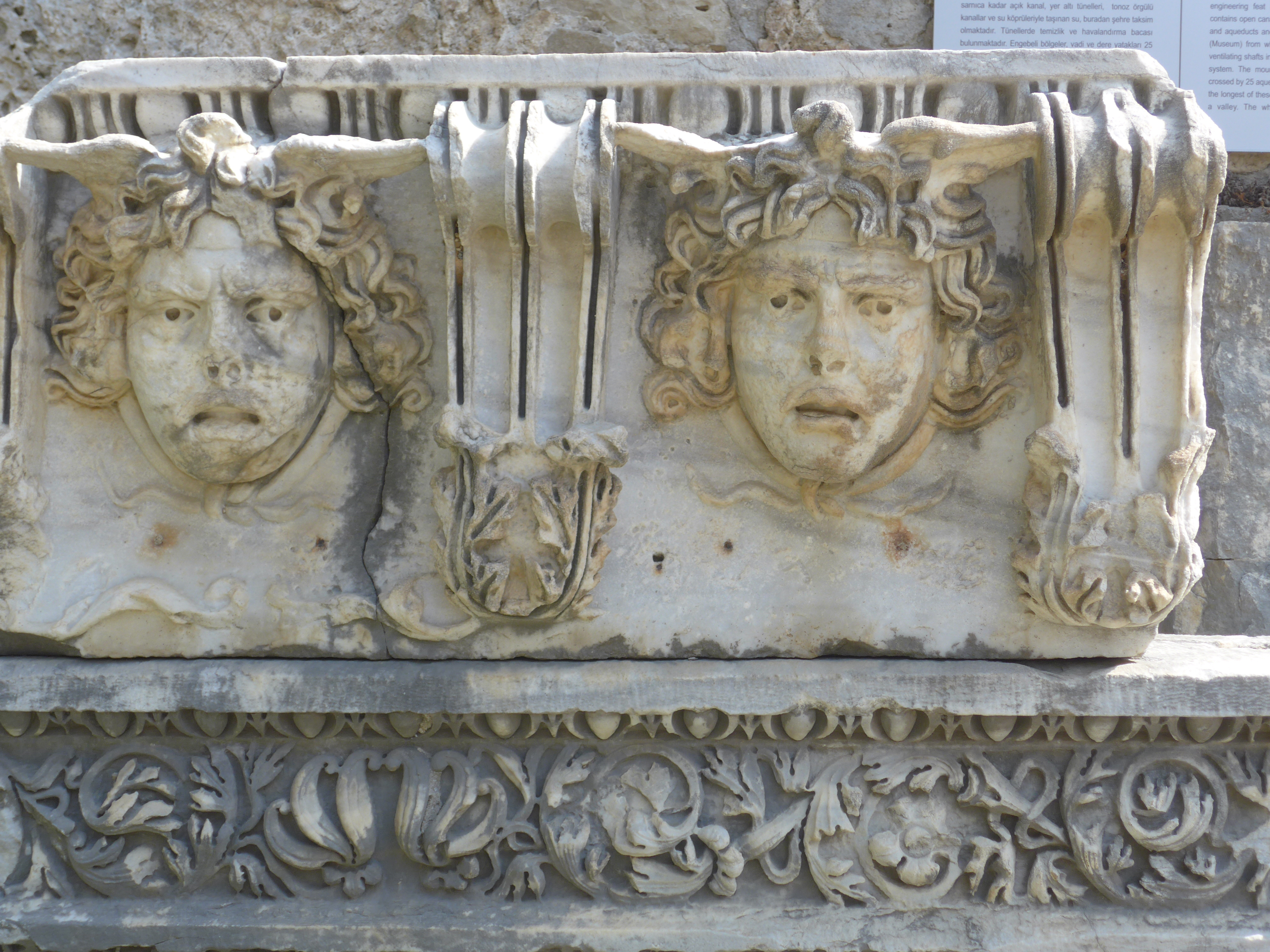
Side, Medúzy z Apollónova chrámu v místním muzeu
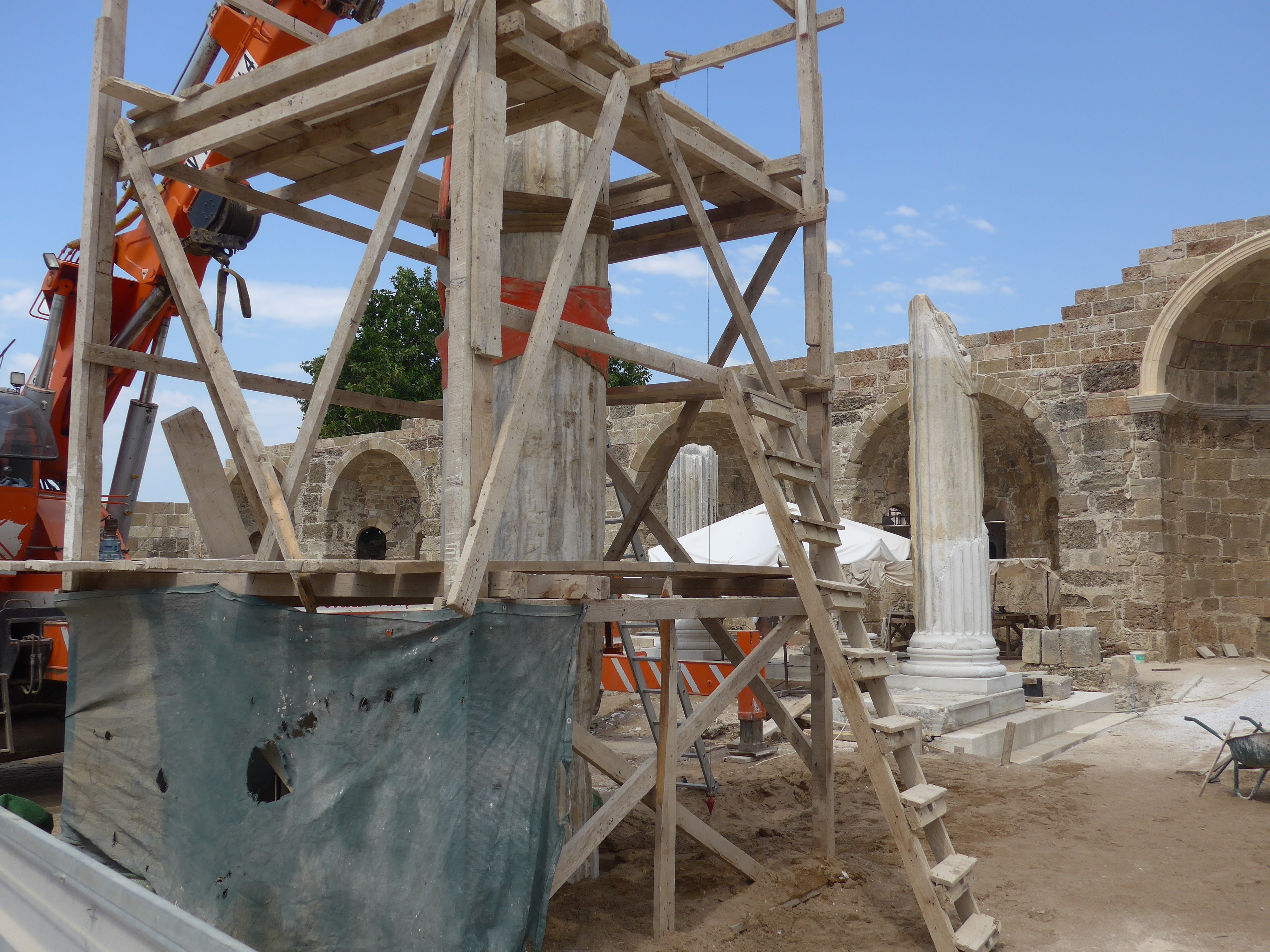
Side, rekonstrukce chrámu bohyně Atény
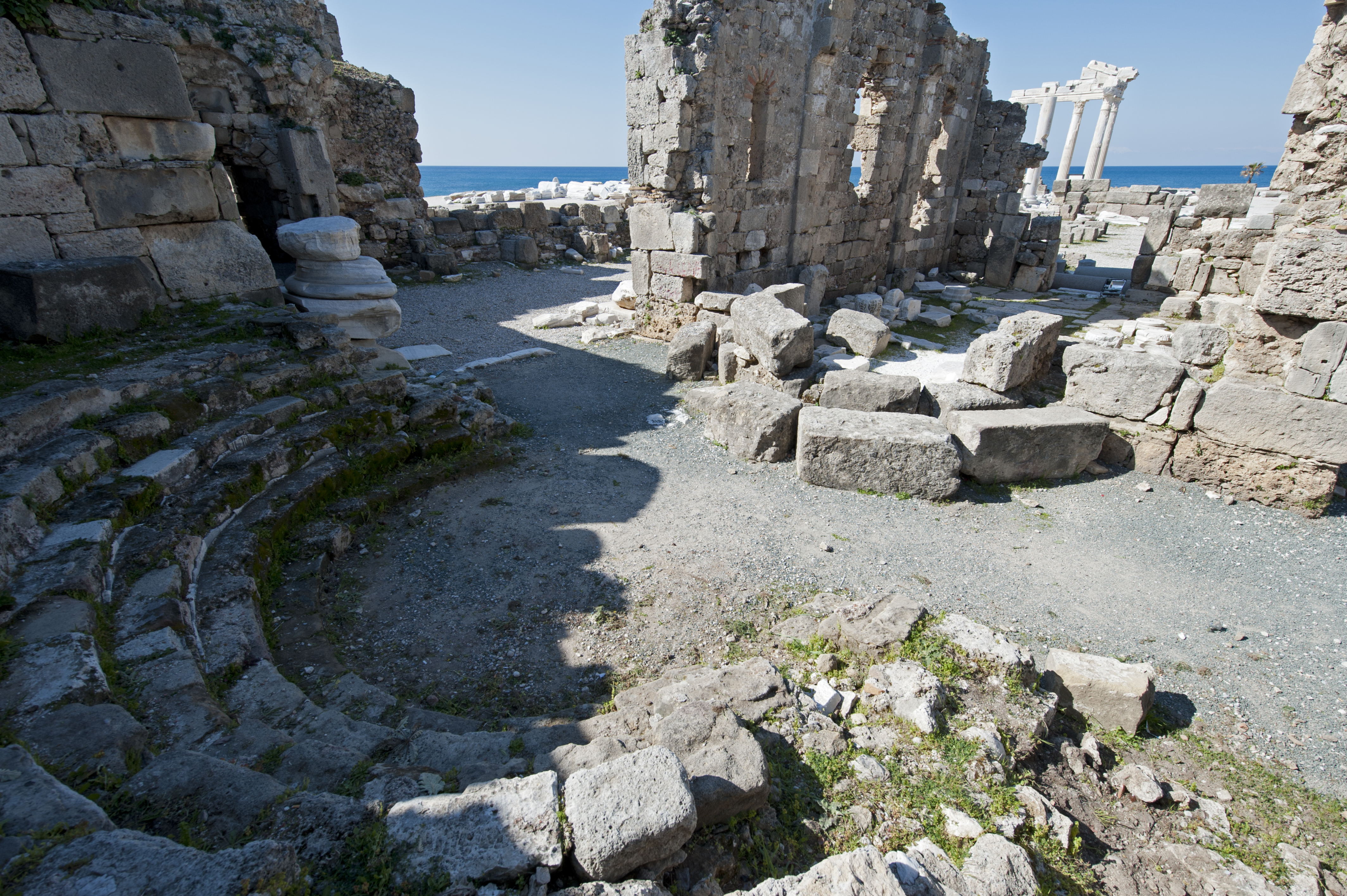
Side, jižní bazilika, v pozadí Apollónův chrám
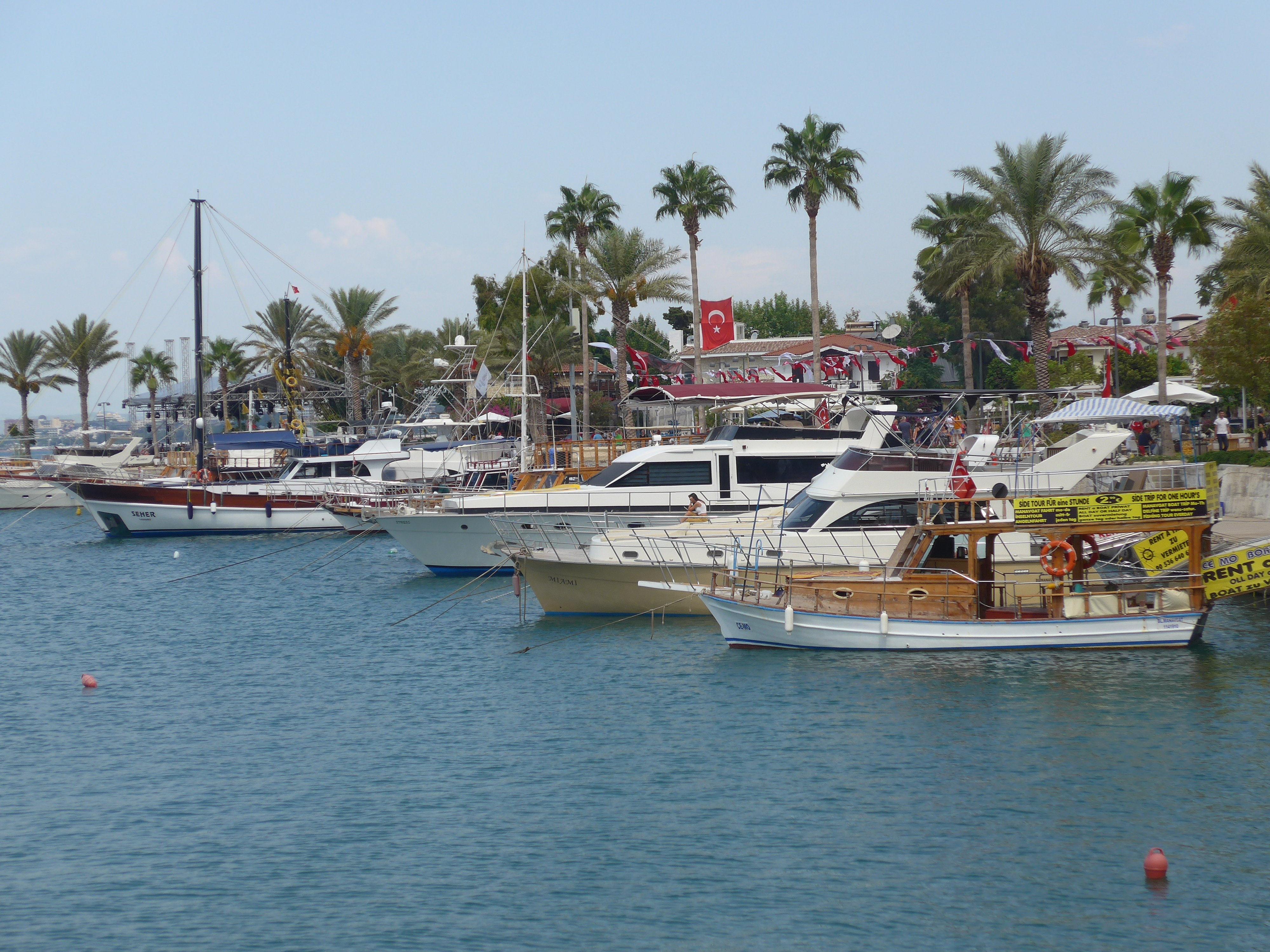
Side, přístav jachet, místo antického přístavu